# Каміла Джорджі
Каміла Джорджі (італ. Camila Giorgi, 30 грудня 1991) — колишня італійська тенісистка аргентинського походження.
Батьки Каміли Джорджі — аргентинські євреї. Батько брав участь у Фолклендській війні. У 2012 році Її батько проводив перемовини з Ізраїльською федерацією тенісу щодо можливості доньки представляти Ізраїль. Батько був постійним тренером доньки, а мати, за професією дизайнер, конструювала для неї стильний одяг.
Свою першу перемогу в турнірі WTA Каміла здобула на турнірі Topshelf Open 2015 року. Її найкращий показник у турнірах Великого шолома — чвертьфінал  Вімблдону 2018, де вона програла в трьох сетах Серені Вільямс.
Камілу тренував батько. Вона мала дуже сильний плоский удар із задньої лінії й хорошу рухливість, але її гра була нестабільною. Вона часто намагалася подавати обидві перші подачі, а тому робила чимало подвійних помилок.

## Фінали турнірів WTA

### Одиночний розряд: 10 (4 титули)
| Легенда          |
| ---------------- |
| Grand Slam (0-0) |
| WTA 1000 (1–0)   |
| WTA 500 (0-0)    |
| WTA 250 (3–6)    |

| За поверхнею |
| ------------ |
| Хард (3–6)   |
| Трава (1–0)  |
| Ґрунт (0–0)  |
| Килим (0–0)  |

| Результат | В–П | Дата     | Турнір                    | Статус        | Поверхня | Супротивниця           | Рахунок                 |
| --------- | --- | -------- | ------------------------- | ------------- | -------- | ---------------------- | ----------------------- |
| Поразка   | 0–1 | Кві 2014 | Katowice Open, Польща     | International | Хард (з) | Алізе Корне            | 6–7(3–7), 7–5, 5–7      |
| Поразка   | 0–2 | Жов 2014 | Ladies Linz, Австрія      | International | Хард (з) | Кароліна Плішкова      | 7–6(7–4), 3–6, 6–7(4–7) |
| Поразка   | 0–3 | Кві 2015 | Katowice Open, Польща     | International | Хард (з) | Анна Кароліна Шмідлова | 4–6, 3–6                |
| Перемога  | 1–3 | Чер 2015 | Rosmalen Open, Нідерланди | International | Трава    | Белінда Бенчич         | 7–5, 6–3                |
| Поразка   | 1–4 | Кві 2016 | Katowice Open, Польща     | International | Хард (з) | Домініка Цибулькова    | 4–6, 0–6                |
| Перемога  | 2–4 | Жов 2018 | Ladies Linz, Австрія      | International | Хард (з) | Катерина Олександрова  | 6–3, 6–1                |
| Поразка   | 2–5 | Сер 2019 | Washington Open, США      | International | Хард     | Джессіка Пегула        | 2–6, 2–6                |
| Поразка   | 2–6 | Сер 2019 | Bronx Open, США           | International | Хард     | Магда Лінетт           | 7–5, 5–7, 4–6           |
| Перемога  | 3–6 | Сер 2021 | Canadian Open, Канада     | WTA 1000      | Хард     | Кароліна Плішкова      | 6–3, 7–5                |
| Перемога  | 4–6 | Лют 2023 | Merida Open, Мексика      | WTA 250       | Хард     | Ребекка Петерсон       | 7–6(7–3), 1–6, 6–2      |

1. ↑  Турніри International у 2021 році отримали статус турніри WTA 250.

## Статистика

### Виступи в турнірах Великого шолома
| W | Ф | ПФ | ЧФ | #Р | КТ | К# | P# | DNQ | A | Z# | PO | G | S | B | NMS | NTI | P | NH |

#### Одиночний розряд
| Турнір          | 2010 | 2011 | 2012 | 2013 | 2014 | 2015 | 2016 | 2017 | 2018 | 2019 | 2020 | 2021 | 2022 | 2023 | 2024 | У      | В–П   | % В |
| --------------- | ---- | ---- | ---- | ---- | ---- | ---- | ---- | ---- | ---- | ---- | ---- | ---- | ---- | ---- | ---- | ------ | ----- | --- |
| Australian Open | A    | A    | A    | 1к   | 2к   | 3к   | 1к   | 1к   | 2к   | 3к   | 3к   | 2к   | 3к   | 3к   | 1к   | 0 / 12 | 13–12 | 52% |
| French Open     | A    | A    | К3   | 1к   | 2к   | 2к   | 2к   | 1к   | 3к   | A    | 1к   | 2к   | 4к   | 2к   | —    | 0 / 10 | 10–10 | 50% |
| Wimbledon       | A    | 1к   | 4к   | 3к   | 2к   | 3к   | 1к   | 3к   | ЧФ   | 1к   | NH   | 2к   | 1к   | 1к   | —    | 0 / 12 | 15–12 | 56% |
| US Open         | К1   | К2   | 1к   | 4к   | 1к   | 2к   | 1к   | 1к   | 2к   | 1к   | 2к   | 1к   | 2к   | 1к   | —    | 0 / 12 | 7–12  | 37% |
| Виграші-Поразки | 0–0  | 0–1  | 3–2  | 5–4  | 3–4  | 6–4  | 1–4  | 2–4  | 8–4  | 2–3  | 3–3  | 3–4  | 6–4  | 3–4  | 0–1  | 0 / 46 | 45–46 | 49% |

## Зовнішні посилання
Досьє на сайті WTA [Архівовано 22 червня 2015 у Wayback Machine.]

## Виноски
1. ↑  Player Profile // WTA website
2. ↑  Griver, Simon (29 червня 2012). Giorgi lines up Israel move. The Jewish Chronicle. Процитовано 14 жовтня 2018.